# Nhà hát XL

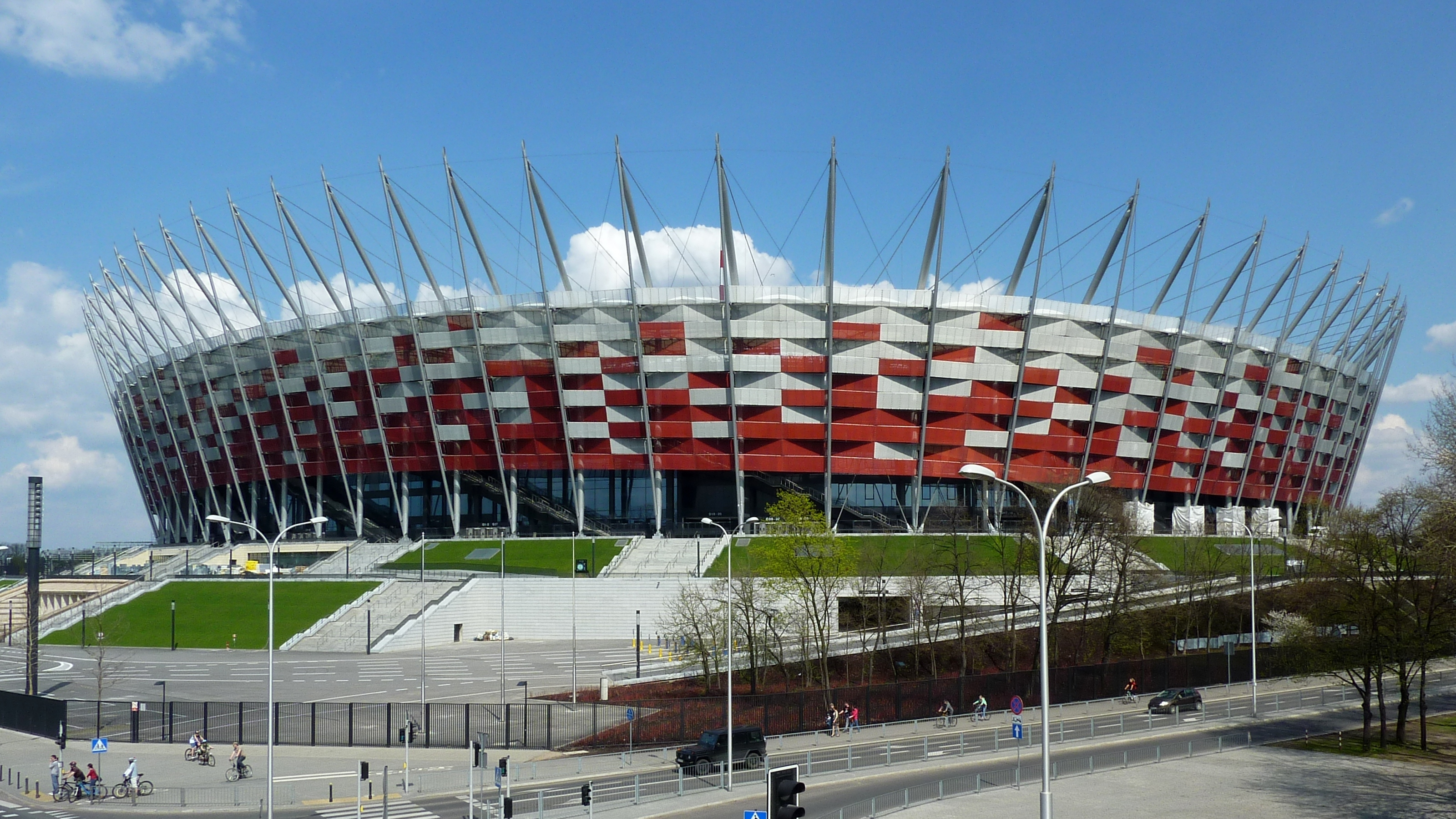
Sân vận động Quốc gia - Trụ sở Nhà hát XL giai đoạn 2014-2016.

Nhà hát XL (tiếng Ba Lan: Teatr XL) là một trong những nhà hát ở Warsaw và bắt đầu hoạt động từ năm 2012.

## Trụ sở
- 2012-2013: Nhà hát chưa có trụ sở. Từ khi bắt đầu hoạt động, Nhà hát XL thực hiện các chuyến lưu diễn tại các trung tâm văn hóa ở Ba Lan và nhiều nơi trên thế giới như: Praha (Cộng hòa Séc), Florida (Mỹ), Omsk (Nga) hay Rio de Janeiro (Brasil).[1]
- 2013-2014: Bảo tàng Dân tộc học Tiểu bang
- 2014-2016: Sân vận động Quốc gia
- Tháng 1 năm 2017 - Tháng 6 năm 2019: số 21 Phố Nowy Świat, Warszawa
- Tháng 11 năm 2019 - hiện nay: số 5 Quảng trường Hallera, Warszawa

## Tiết mục
Nhà hát XL chủ yếu biểu diễn các tiết mục sân khấu đương đại như hài kịch hay nhạc kịch. Nhà hát dành các màn biểu diễn buổi tối dành cho đối tượng người lớn và dành các tiết mục buổi sáng cho thiếu nhi và thanh thiếu niên.
Nhà hát XL được đông đảo khán giả yêu thích với những màn trình diễn giàu giá trị nghệ thuật và giải trí. Đặc biệt, các tiết mục hài của Nhà hát thường liên quan đến các vấn đề quan trọng đối với cư dân thủ đô cũng như đối với người Ba Lan ngày nay. Khán giả vừa có thể cười một cách thoải mái vừa có thể ý thức được thực trạng của xã hội thông qua những câu chuyện thú vị mà gần gũi.

## Hoạt động xã hội
Ngay từ khi thành lập, Nhà hát XL đã quan tâm hỗ trợ các nhóm người khó khăn và khuyết tật cũng như các trại trẻ mồ côi bằng các chương trình gây quỹ và giải trí miễn phí.